# AOI MATSUO
AOI MATSUOは、日本の振付師、演出家。女性。通称AOI先生。

## 来歴
京都府城陽市出身。小さいときにバレエ経験があったが、学生時代に陸上部を辞めるときに、友達に誘われたのを機に本格的にダンスを始める。栗原めぐみの元で学んだ時期があった。
SAM主宰のダンススクール「SOUL AND MOTION」にてJAZZHIPHOPの講師を務めていた（大阪校から東京校）。

## 振付
2018年
- 乃木坂46版 ミュージカル「美少女戦士セーラームーン」振付
- Z空調 CM"夏にはZ編"振付
- 花王 エッセンシャル SmartStyle CM「いってきます編」振付
- 放プリユース ワンマンライブ 「希望の光射す場所へ」演出、振付
- 花王 エッセンシャル Web CM 「寒〜い朝篇」振付

2017年
- キレイモ TV-CM「キレイもっとダンス編」 - 出演：板野友美[8][9]・山根千佳・橘希[10][11]
- MONO NO AWARE「イワンコッチャナイ」MV
- 東京パフォーマンスドール「ナガレボシ」LIVE
- 中国CM 伊利 優酸乳CM 振付
- Z空調 TV-CM 「冬にはZ篇」振付、ポージング指導
- 関根ささら「LOVE FIGHTER」LIVE振付
- サンリオピューロランド 2017年クリスマスショー「クリスマ☆パーティ～「ス」が消えちゃった！？～」振付

2016年
- ASTRO12 「ASTRO12」(中国人アイドルユニット) PV、LIVE
- さがみ湖リゾート プレジャーフォレスト「極楽パイロット」TV-CM
- 2o Love to Sweet Bullet 「走って」LIVE
- PiiiiiiiiN「Shiny Days」LIVE(hidali)
- 私立恵比寿中学「全力ランナー」LIVE(左HIDALI)
- 大和開発CM

2015年
- 積水ハウス×山本美月 TV-CM(左HIDALI)
- VIDAL SASOON×シシド・カフカ TV-CM(左HIDALI)
- 東京パフォーマンスドール「TIME」LIVE(左HIDALI)
- 恥じらいレスキューJPN「マジ★チョコレート」LIVE
- 水曜日のカンパネラ「ラー」PV(フィンガータット部分)
- ASBee×SKE48 2015A/W TV-CM (TYPE A)
- ASBee×SKE48 2015A/W TV-CM (TYPE B)
- MADFOOT 2015A/W ムービー広告
- MADFOOT 2015A/W スチール ※ポージング指導
- Sphere「イマジネーションは終わらない」
- アニメ「プリパラ」緑風ふわり「コノウタトマレイヒ」
- SKE48 チームS「Dirty」PV・LIVE(左HIDALI)

2014年
- DJ Akira 「Wonder Power」PV
- ALL CITY STEPPERS「Witch」PV・LIVE

### 放課後プリンセス
放課後プリンセス
- 「隣の席のプリンセス」LIVE
- 「Memories～君と僕との交差点～」LIVE
- 「ライチレッドの運命」PV.LIVE
- 「千年舞歌」LIVE
- 「秘密のティアラとジェラート」PV、LIVE、TV
- 「FORZA OLE」LIVE
- 「Pure Heart」LIVE
- 「Princess Story」@Zepp DiverCity Twinkle公演、Miracle公演 ※ステージング演出
- 「古事記しか!!」LIVE
- 「イチゴいちえ」LIVE
- 「青春マーメイド」LIVE、PV、TV
- 「純白アントワネット」PV、LIVE
- 「桜咲く」LIVE
- 「消えて、白雪姫」PV・LIVE・TV
- 「消えない、七つの星」
- 「制服シンデレラ」PV・LIVE
- 「ガチonly you」
- 「キミペディア」
- 「Dream Door」
- 「バカだね」LIVE
- フジテレビ「歌がうまいアイドル日本一決定戦」 予選、決勝